# Robert Auzelle
Robert Auzelle, né le 8 juin 1913 à Coulommiers, mort le 22 décembre 1983 au sein de l'Hôpital de la Salpêtrière dans le 13e arrondissement de Paris, est un architecte et urbaniste français, connu notamment pour ses travaux sur les grands ensembles mais aussi pour avoir promu les cimetières paysagers en France.
Architecte DPLG en 1936, il étudie à l'École nationale supérieure des beaux-arts, où il est l'élève de Paul Bigot, à l'Institut d'urbanisme de Paris dont il est lauréat en 1942 et au Centre de hautes études administratives dont il est breveté en 1954.

## Principales œuvres
On lui doit notamment :
- Le cimetière intercommunal du Val-de-Marne à Valenton (Val-de-Marne)[7] ;
- le cimetière intercommunal des Joncherolles en Seine-Saint-Denis[8],[9],[10] ;
- Le cimetière intercommunal de Clamart (Hauts-de-Seine)[11] ;
- Le cimetière de l’Aiguillon à Nevers[12] ;
- la reconstruction de Neufchâtel-en-Bray[13].

## Galerie

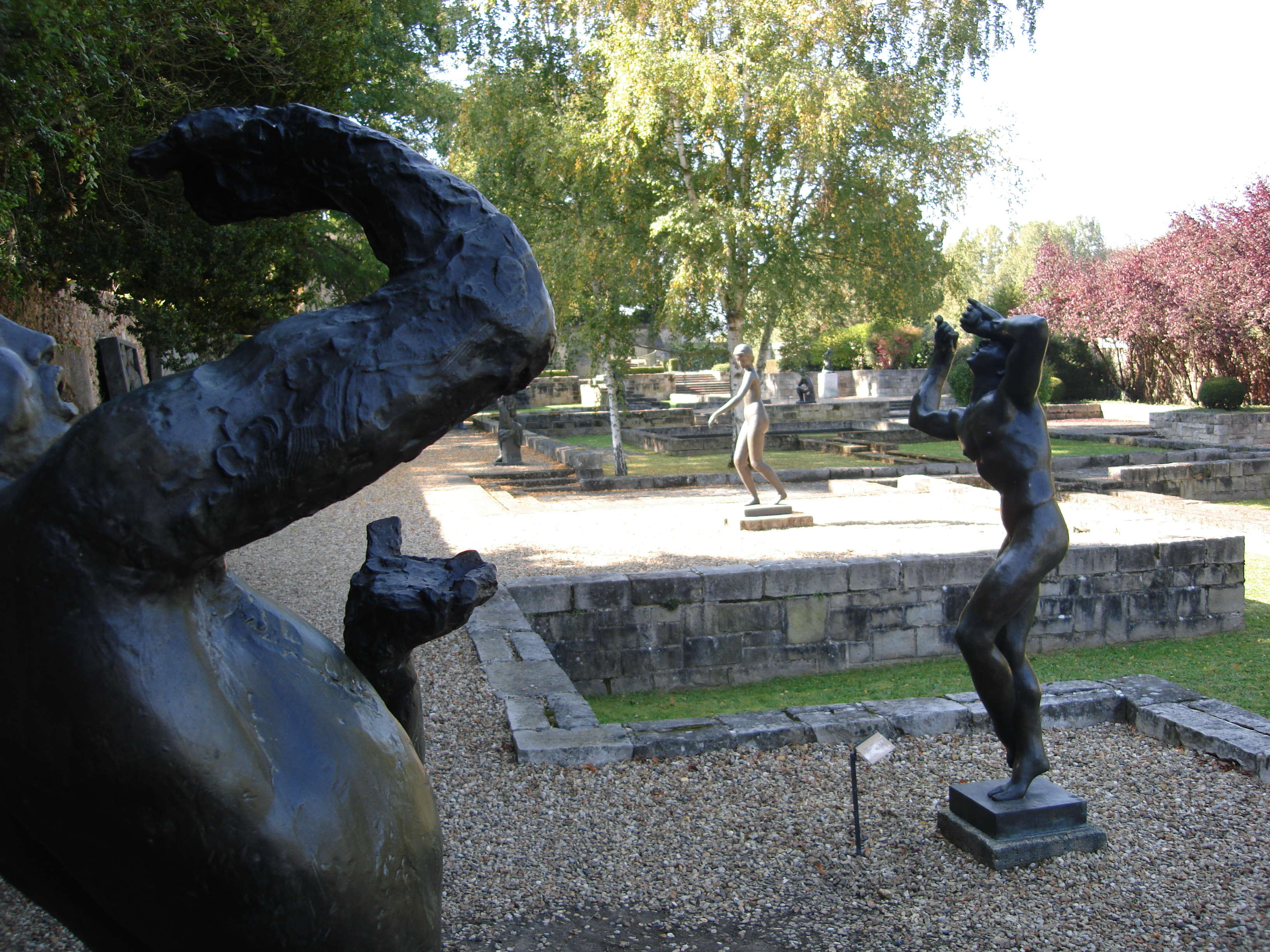
Le jardin des bronzes, œuvre de R. Auzelle à la Fondation de Coubertin.
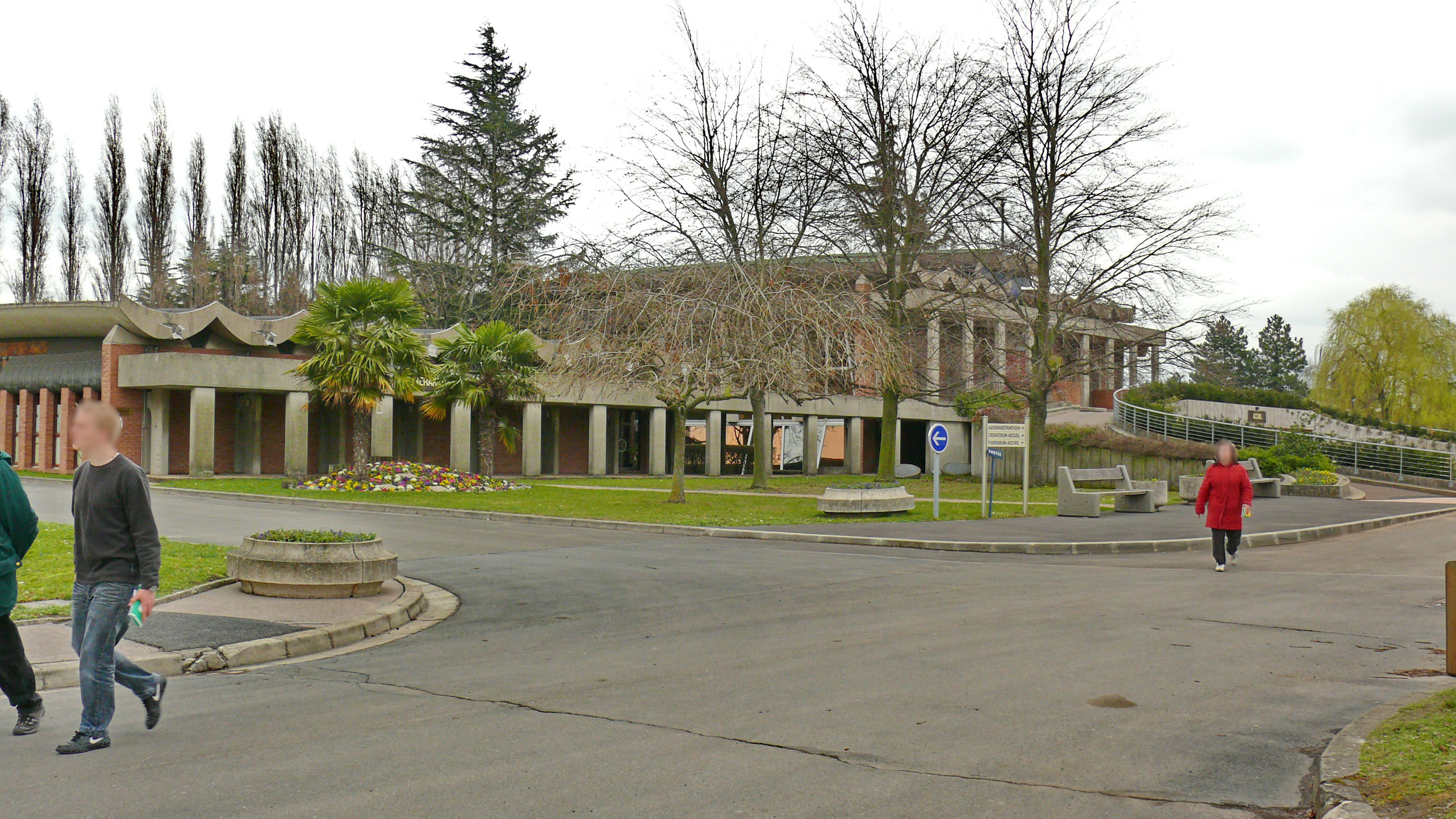
Le funérarium du cimetière intercommunal des Joncherolles à Villetaneuse, l'un des plus importants de la banlieue nord, conçu par Robert Auzelle.

Reconstruction de Neufchâtel-en-Bray
Le Palais de justice (devenu l'hôtel de ville).
Théâtre, passerelle/foyer et côté de la salle des fêtes.
L'arrière du Palais de justice (devenu l'hôtel de ville).
Le Centre des impôts.
Salle des fêtes.
Passerelle/foyer entre la salle des fêtes et le théâtre.
Arrières du théâtre et de la salle des fêtes.